# Chrysotrichia hapitigola
Chrysotrichia hapitigola är en nattsländeart som beskrevs av Schmid 1958. Chrysotrichia hapitigola ingår i släktet Chrysotrichia och familjen smånattsländor. Inga underarter finns listade i Catalogue of Life.